# مجلس شيوخ نيفادا
مجلس شيوخ نيفادا (بالإنجليزية: Nevada Senate) هو مجلس شيوخ ولاية نيفادا الأمريكية، وهو المجلس الأعلى في كونغرس نيفادا.

## طالع أيضًا
- كونغرس نيفادا